# Crăsnășeni, Telenești
Crăsnășeni este un sat din raionul Telenești, Republica Moldova.
La nord de sat este amplasată rezervația naturală silvică Telenești.

## Administrație și politică
Componența Consiliului local Crăsnășeni (9 consilieri), ales la 5 noiembrie 2023, este următoarea:
|  | Partid                            | Consilieri | Componență | Componență | Componență | Componență | Componență | Componență | Componență |
|  | --------------------------------- | ---------- | ---------- | ---------- | ---------- | ---------- | ---------- | ---------- | ---------- |
|  | Partidul Acțiune și Solidaritate  | 7          |            |            |            |            |            |            |            |
|  | Partidul Social Democrat European | 1          |            |            |            |            |            |            |            |
|  | Partidul „Renaștere”              | 1          |            |            |            |            |            |            |            |